# Bro och Låssa landskommun
Bro och Låssa landskommun var en tidigare kommun i Uppsala län.

## Administrativ historik
När 1862 års kommunalförordningar trädde i kraft inrättades över hela landet cirka 2 500 kommuner.
I normalfallet kom varje socken att utgöra en landskommun och tillika en församling.
I detta fall utgjordes kommunen dock av två socknar, Bro och Låssa (till 1940 stavat Lossa).
Vid kommunreformen 1952 bildades Upplands-Bro landskommun. Bro och Låssa kom att uppgå i den. Kommunen ombildades 1971 till Upplands-Bro kommun och överfördes samtidigt till Stockholms län.

## Politik

### Mandatfördelning i valen 1938-1946
| 11 | 3 | 4 | 2 |

| 18 |

| 12 | 3 | 1 | 4 |

| 19 |

| 12 | 4 | 1 | 3 |

| 17 | 3 |